# تشارلز دوغلاس
تشارلز دوغلاس هو سياسي كندي، ولد في 1 أكتوبر 1852، وتوفي في 15 أبريل 1917. انتخب عمدة فانكوفر (1909 – 1909).